# Wies Meertens

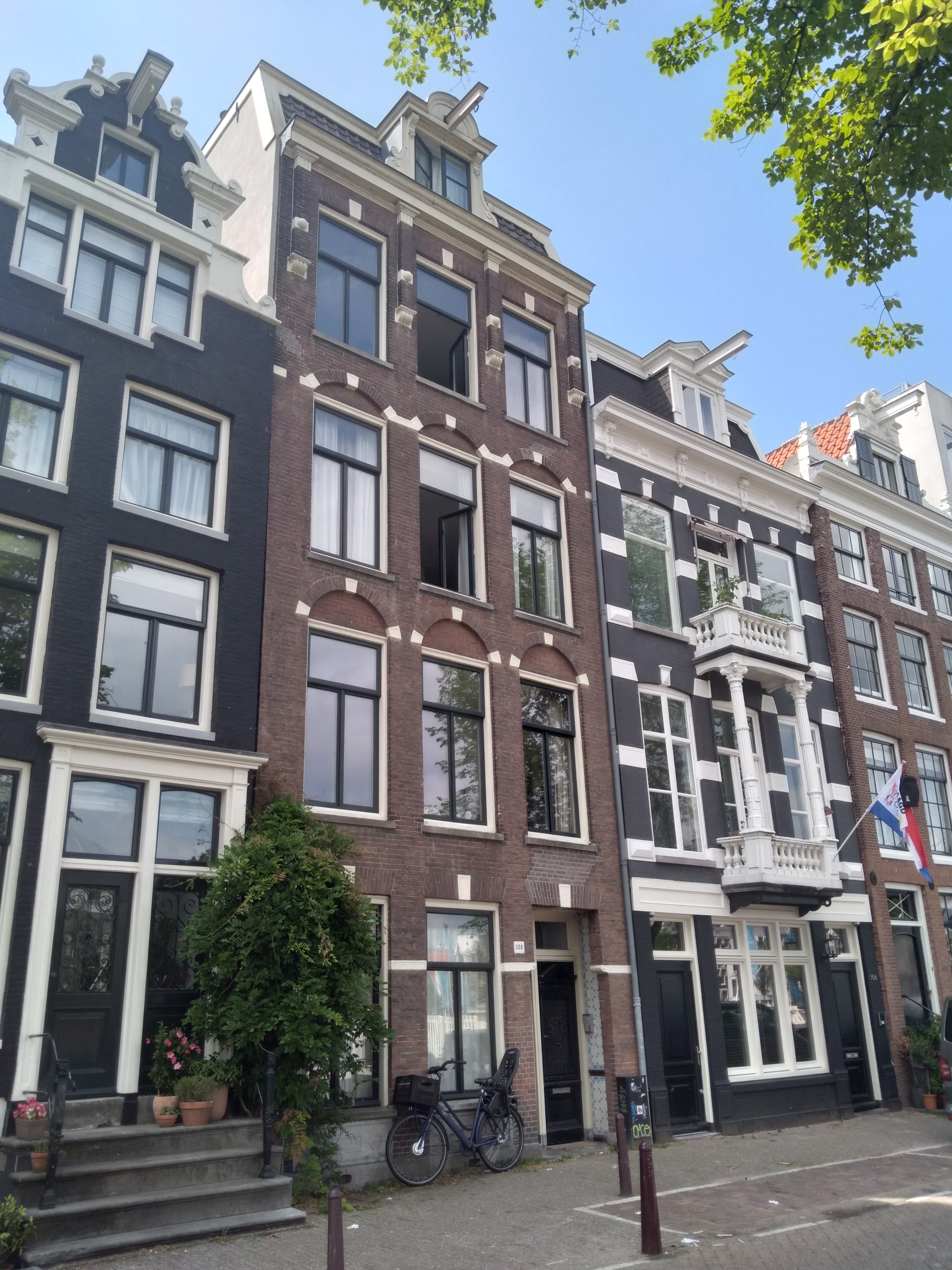
Amstel 308, Amsterdam (het hoge gebouw, juli 2021)

Wietske Geesje (Wies) Meertens (Klazienaveen, 11 juni 1915 – Rijswijk (ZH), 4 juli 1991) was een Nederlandse fotografe die vooral in de jaren vijftig actief was als persfotograaf voor diverse bladen. Daarnaast maakte ze vanaf 1956 als doka-assistent vele afdrukken voor fotograaf Cas Oorthuys.
Wies Meertens werd in 1915 geboren in Klazienaveen als dochter van onderwijzers Jan Meertens en Idskje Dijkstra. In 1930 verhuisde het gezin naar Rotterdam. Nadat ze voor de tweede keer was blijven zitten op de HBS verliet ze haar middelbare school in 1932 en ging ze in de leer bij fotograaf C.A.G. Leyenaar in Rotterdam, waar ze begon als retoucheuse. Tot het begin van de Tweede Wereldoorlog was ze bij verschillende fotografen werkzaam als assistente, onder wie Godfried de Groot in Amsterdam. In de jaren dertig drukte ze foto's af van Karel Kleijn, die zouden verschijnen in de serie 'De schoonheid van ons land'.
Na de oorlog verhuisde ze naar Amsterdam waar ze voor drie jaar ging werken voor de fotograaf M.C. (Marius) Meijboom.
Rond 1950 kwam Wies Meertens via Sem Presser in contact met fotograaf Emmy Andriesse, voor wie ze werkzaamheden in de doka verrichtte. Daarnaast fotografeerde ze zelf onder meer de wederopbouw in Rotterdam.
Tussen 1951 en 1960 maakte Meertens reportages voor tijdschriften. In 1955 en 1956 reisde ze met journaliste Bertha van der Horst-Dikker - weduwe van fotograaf Henk van der Horst - twee keer naar Joegoslavië. Van de eerste reis verschenen foto's in 'Eva', 'Het Parool' en in de serie 'Indrukken uit Joegoslavië' van Anton Constandse in het 'Algemeen Handelsblad'. Haar tweede fotoreportage werd gepubliceerd in de 'Toeristen Kampioen'.
In 1956 werd Meertens assistent van fotograaf Cas Oorthuys voor wie ze twee dagen in de week werkzaamheden in de doka verrichtte. En in dat jaar verscheen een jeugdboek van haar hand, getiteld 'Een veel bewogen jaar'.
In 1958 had Meertens een solo-expositie van een serie kinderportretten en in datzelfde jaar kocht het Stedelijk Museum Amsterdam acht foto's van haar aan. 'Het Vrije Volk' publiceerde haar foto's. Haar meeste opnamen maakte ze met een Rolleicord.
In de jaren zestig had Wies Meertens een doka aan huis, in haar woning aan de Amstel 308 in Amsterdam. Begin jaren zestig was ze de hele week in dienst van Oorthuys, terwijl ze daarnaast nog afdrukken maakte voor verschillende fotografen en voor ABC Press Service. Van 1965 tot 1969 werkte Michiel Kort als assistent onder haar leiding in de donkere kamer van Oorthuys. In 1975 maakte Wies Meertens de afdrukken voor de tentoonstellingen van Emmy Andriesse in het Van Gogh Museum en Galerie Fiolet in Amsterdam in de doka van het Prentenkabinet van de Universiteit Leiden.
In 1991 overleed Wies Meertens op 76-jarige leeftijd in Rijswijk. Tussen 1946 en 1958 was ze getrouwd met kunstschilder en leraar kunstgeschiedenis Jan Overduijn.